# Candia Canavese
Candia Canavese – miejscowość i gmina we Włoszech, w regionie Piemont, w prowincji Turyn.
Według danych na rok 2004 gminę zamieszkiwały 1304 osoby, 144,9 os./km².